# 리시디케
리시디케(Lysidice)는 그리스 신화에 나오는 펠롭스와 히포다메이아의 딸 리시디케는 아트레우스, 티에스테스, 피테우스의 누이이며 아스티다메이아, 니키페의 자매이다. 페르세우스와 안드로메다의 아들 메스토르와 결혼하여 딸 히포토에를 낳았다.